# 纳塞尔航空
纳塞尔航空（英語：Nasair）是一家位於厄立特里亞的航空公司，它屬於Nasair Group，服務厄立特里亞至非洲和中東及厄立特里亞國內的航空公司。

## 航點

### 國內
- - 阿斯馬拉國際機場（樞紐機場）
  - 馬薩瓦國際機場
  - 阿薩布國際機場

### 國際

#### 非洲
- - 恩賈梅納國際機場
- - 喬莫·肯亞塔國際機場
- 苏丹
  - 喀土穆國際機場

#### 中東
- 阿联酋
  - 迪拜國際機場

## 貨運航點
Nasair有貨運服務由馬薩瓦國際機場至：

### 國內
- - 阿斯馬拉

### 國際

#### 中東
- 沙烏地阿拉伯
  - 吉達
- 阿联酋
  - 迪拜國際機場

#### 非洲
- - 吉布提
- 苏丹
  - 朱巴
  - 喀土穆
- - 内罗毕
- - 恩賈梅納

## 機隊
纳塞尔航空於2008年11月26日有以下機隊：
- 1架波音737-200
- 1架波音737-800（由Neos航空公司提供）

## 外部連結
- Nasair（英文） （页面存档备份，存于）
- Nasair機隊（英文）[永久]